# Cordia sonorae
Cordia sonorae är en strävbladig växtart som beskrevs av N. E. Rose. Cordia sonorae ingår i släktet Cordia, och familjen strävbladiga växter. Inga underarter finns listade i Catalogue of Life.